# Komisariat Straży Granicznej „Orzesze”
Komisariat Straży Granicznej „Orzesze” – jednostka organizacyjna Straży Granicznej pełniąca służbę ochronną na granicy polsko-niemieckiej w latach 1929–1939.

## Geneza
Początek działalności Straży Celnej na Śląsku datuje się na dzień 15 czerwca 1922. W tym dniu polscy strażnicy celni w zielonych mundurach i rogatywkach wkroczyli na ziemia przyznane Polsce. W nocy z 16 na 17 czerwca 1922 Straż Celna przejęła ochronę granicy polsko-niemieckiej na Śląsku. W ramach Inspektoratu Straży Celnej „Rybnik” zorganizowany został komisariat Straży Celnej „Knurów”. Pierwszym kierownikiem komisariatu był komisarz Teodor Mańczyk.

## Formowanie i zmiany organizacyjne
W drugiej połowie 1927 przystąpiono do gruntownej reorganizacji Straży Celnej. W praktyce skutkowało to rozwiązaniem tej formacji granicznej.
Rozporządzeniem Prezydenta Rzeczypospolitej Polskiej Ignacego Mościckiego z 22 marca 1928, do ochrony północnej, zachodniej i południowej granicy państwa, a w szczególności do ich ochrony celnej, powoływano z dniem 2 kwietnia 1928 Straż Graniczną.
Rozkazem nr 10 z 5 listopada 1929 w sprawie reorganizacji Śląskiego Inspektoratu Okręgowego komendant Straży Granicznej płk Jan Jur-Gorzechowski powołał komisariat Straży Granicznej „Knurów” (na bazie podkomisariatu Straży Granicznej „Szczygłowice”?), przydzielił go do Inspektoratu Granicznego nr 15 „Królewska Huta”, określił jego numer i strukturę.
W 1930 komisariat i placówkę II linii przeniesiono z ulicy Rybnickiej na ulice Kościelną 39.
Rozkazem nr 2 z 24 sierpnia 1933 w sprawach zmian etatowych, przydziałów oraz utworzenia placówek, komendant Straży Granicznej płk Jan Jur-Gorzechowski nakazał utworzyć placówkę I linii „Gierałtowice”.
Rozkazem nr 3 z 23 czerwca 1934 w sprawach […] tworzenia i zniesienia posterunków informacyjnych, komendant Straży Granicznej utworzył placówkę II linii „Knurów”.
Rozkazem nr 4 z 17 grudnia 1934 w sprawach […] zarządzeń organizacyjnych i zmian budżetowych, komendant Straży Granicznej wyłączył placówkę I linii „Przyszowice” z komisariatu Straży Granicznej „Knurów” i przydzielił do komisariatu Straży Granicznej „Nowa Wieś”.
Tym samym rozkazem wyłączył komisariat „Knurów” z Inspektoratu Granicznego „Wielkie Hajduki” i przydzielił do Inspektoratu Granicznego „Rybnik”.
Rozkazem nr 1 z 27 marca 1936 w sprawach […] zmian w niektórych inspektoratach okręgowych, komendant Straży Granicznej płk Jan Jur-Gorzechowski wyłączył placówkę Straży Granicznej I linii „Przyszowice” z komisariatu „Nowa Wieś” i włączył do komisariatu „Knurów”.
Rozkazem nr 2 z 30 listopada 1937 w sprawach […] przeniesienia siedzib i likwidacji jednostek, komendanta Straży Granicznej płk Jan Gorzechowski przeniósł siedzibę komisariatu i placówki II linii „Knurów” do m. Orzesze.

## Służba graniczna
W momencie powstania Straży Granicznej w 1928, podkomisariat w składzie trzech placówek I linii i jednej II linii ochraniał odcinek granicy długości 20 kilometrów 500 metrów od kamienia granicznego nr 219 do kamienia nr 016. Stan osobowy podkomisariatu wynosił 54 funkcjonariuszy.
Wydarzenia
- 27 sierpnia 1939 o godz. 2:45 niemiecka grupa dywersyjna ostrzelała polskie budynki w Szczygłowicach i wtargnęła na kilkadziesiąt metrów w głąb polskiego terytorium[13].

Sąsiednie komisariaty
- komisariat Straży Granicznej „Bielszowice” ⇔ komisariat Straży Granicznej „Rybnik” – listopad 1929

## Funkcjonariusze komisariatu
| Kierownicy/komendanci komisariatu | Kierownicy/komendanci komisariatu | Kierownicy/komendanci komisariatu | Kierownicy/komendanci komisariatu |
| stopień                           | imię i nazwisko                   | okres pełnienia służby            | kolejne stanowisko                |
| --------------------------------- | --------------------------------- | --------------------------------- | --------------------------------- |
| starszy przodownik                | Sylwester Zbierski                | 30 V 1928 – 16 II 1929            | kierownik placówki „Szczygłowice” |
| aspirant                          | Marian Usakiewicz                 | 16 II 1929 – 15 IX 1929           | płatnik IG                        |
| podkomisarz                       | Leonard Wilczyński                | 15 IX 1929 – 15 III 1930          |                                   |
| komisarz                          | Józef Krzesiński                  | 15 III 1930 – 28 XII 1930         |                                   |
| starszy przodownik                | Władysław Nakielny                | 28 XII 1930 – 4 IX 1931?          |                                   |
| komisarz                          | Zygmunt Horyszowski               | 28 V 1931 – był II 1933           |                                   |
| komisarz                          | Cezary Nowicki                    | był XI 1937                       |                                   |
| aspirant                          | Stanisław Wantuch                 | 17 II 1939 -                      |                                   |
| Zastępcy komendanta komisariatu   |                                   |                                   |                                   |
| strażnik                          | Michał Milan                      | 1 V 1939 –                        |                                   |

## Struktura organizacyjna
Organizacja komisariatu w listopadzie 1929:
- 4/15 komenda – Knurów
- placówka Straży Granicznej I linii „Przyszowice” → w 1934 przeszła do komisariatu „Nowa Wieś” → w 1936 powróciła
- placówka Straży Granicznej I linii „Knurów”
- placówka Straży Granicznej I linii „Krywałd”
- placówka Straży Granicznej II linii „Szczygłowice”